# Герб на Белица
Гербът на Белица е един от символите на града и общината.
Гербът е приет на 22 април 2017 година и влиза в сила от 11 май 2017 година
Гербът представлява щит, над който е изписано „Община Белица“. Щитът е разделен хоризантално, като в горната половина е изобразена планината Рила, в която се намира градът. Долната половина е разделена вертикално на две части – в едната страна са изобразени кръстосани пистолет и нож, а в другата мечка. Най-отдолу е девизът на града „Заедност“.
Гербът на зелен фон представлява знамето на община Белица.